# Mistrzostwa Świata w Piłce Ręcznej Kobiet 2023 (składy)
Artykuł grupuje składy żeńskich reprezentacji narodowych w piłce ręcznej, które wystąpiły podczas Mistrzostw Świata w Piłce Ręcznej Kobiet 2023 rozegranych w Danii, Norwegii i Szwecji od 29 listopada do 17 grudnia 2023 roku.

## Grupa A

### Chiny
Źródło

### Chorwacja
Źródło

### Senegal
Źródło

### Szwecja
Źródło

## Grupa B

### Czarnogóra
Źródło

### Kamerun
Źródło

### Paragwaj
Źródło

### Węgry
Źródło

## Grupa C

### Austria
Źródło

### Grenlandia
Źródło

### Korea Południowa
Źródło

### Norwegia
Źródło

## Grupa D

### Angola
Źródło

### Francja
Źródło

### Islandia
Źródło

### Słowenia
Źródło

## Grupa E

### Chile
Źródło

### Dania
Źródło

### Rumunia
Źródło

### Serbia
Źródło

## Grupa F

### Iran
Źródło

### Japonia
Źródło

### Niemcy
Źródło

### Polska
Źródło

## Grupa G

### Brazylia
Źródło

### Hiszpania
Źródło

### Kazachstan
Źródło

### Ukraina
Źródło

## Grupa H

### Argentyna
Źródło

### Czechy
Źródło

### Holandia
Źródło

### Kongo
Źródło